# Iperyt tlenowy
Iperyt tlenowy – siarkoorganiczny związek chemiczny z grupy tioeterów, parzący bojowy środek trujący z podgrupy iperytów. Jest oleistą, bezbarwną lub żółtą cieczą, bezwonną lub prawie bezwonną. Zanieczyszczony iperyt tlenowy ma zapach podobny do czosnku lub chrzanu. Otrzymany w czasie II wojny światowej w Wielkiej Brytanii.
Właściwości chemiczne i toksyczne iperytów siarkowego i tlenowego są zbliżone, jednak iperyt tlenowy jest około 3,5 razy bardziej trujący. Iperyt tlenowy może być użyty w mieszaninach z innymi bojowymi środkami trującymi, m.in. w celu zmniejszenia temperatury krzepnięcia, np. z iperytem siarkowym (mieszanina taka ma oznaczenie wojskowe „HT”), zazwyczaj w stosunku 60% iperytu siarkowego do 40% iperytu tlenowego. Jego lotność wynosi 0,42 mg/m³.
Iperyt tlenowy jest także naturalnym zanieczyszczeniem starzejącego się iperytu siarkowego oraz produktem ubocznym różnych metod produkcji iperytów.